# Kongregation von Savigny

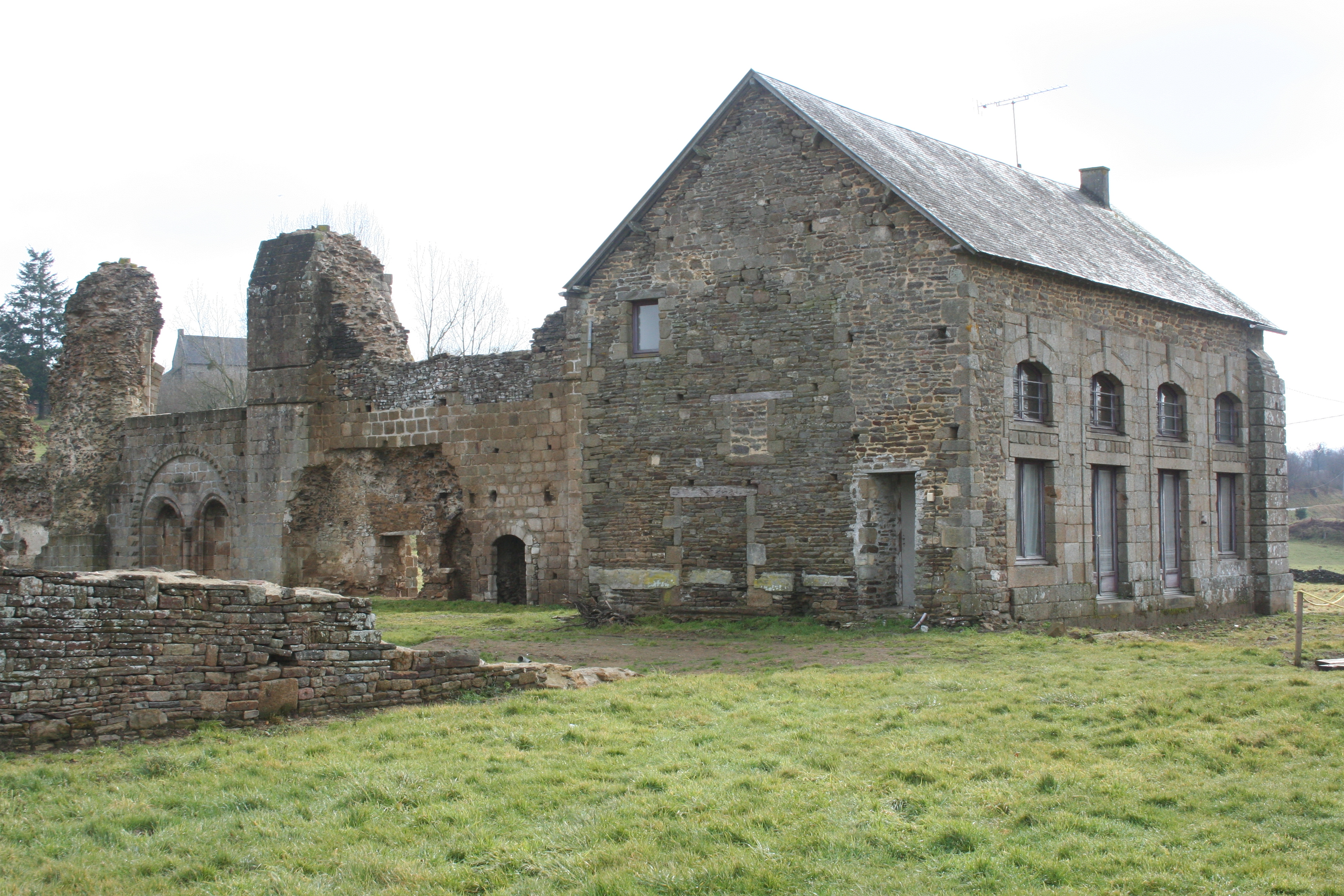
Abtei Savigny, 2009

Die klösterliche Kongregation von Savigny startete in der Abtei von Savigny, welche sich in Nordfrankreich, auf dem Gebiet der Normandie und der Bretagne, in der Diözese Coutances, befand. Die Anfänge waren im Jahr 1105 als Vitalis von Savigny eine Einsiedelei in dem Wald von Savigny errichtete.

## Gründung
Vitalis war Kanoniker der Kollegiatstift von St. Evroul in Mortain. Er legte sein Leitungsamt in dieser Gemeinschaft nieder, um als Eremit unter Robert von Arbrissel im Wald von Craon, in Anjou, zu leben. Später verließ er diese Gemeinschaft und ging in den Wald von Savigny, wo er seine eigene Einsiedelei aufbaute.
Die große Zahl der Jünger, die sich damals um ihn versammelten, erforderte den Bau entsprechender Gebäude, in dem das klösterliche Leben eingeführt wurde. Sie folgten der Regula Benedicti und interpretierte diese in einer ähnlichen weise, wie die Zisterzienser. Die Gemeinschaft trug ein graues Habit. Im Jahr 1112 bestätigte der örtliche Herr Rudolf von Fougères dem Kloster die Schenkungen, die er zuvor dem Abt Vitalis gewährt hatte, und auf diese Zeit wurde die Gründung des Klosters datiert. Als es etabliert war, gab es einen großen Andrang an Interessenten und das Kloster wurde zu einem der wichtigsten in Frankreich. Aimo von Landecob war ein bekanntes Mitglied.

## Ausbreitung

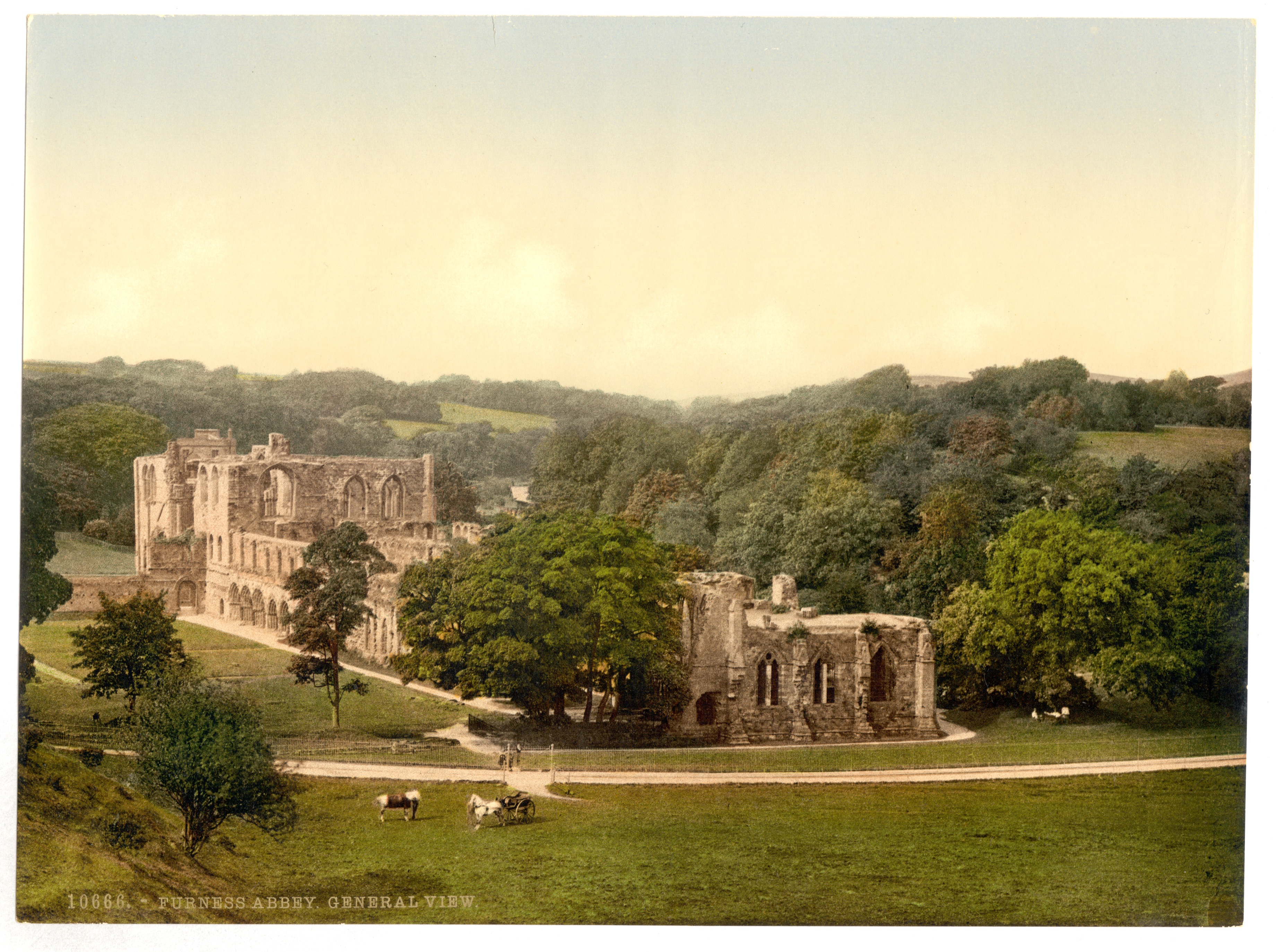
Abtei Furness, England

Die Kongregation gründete Filialen wie beispielsweise die Furness Abbey und die Calder Abbey, die sich beide in Cumbria, England befinden. Im Jahr 1119 nahm Papst Coelestin II., der in Angers residierte, den Konvent unter seinen unmittelbaren Schutz und empfahl sie den benachbarten Adligen wärmstens.

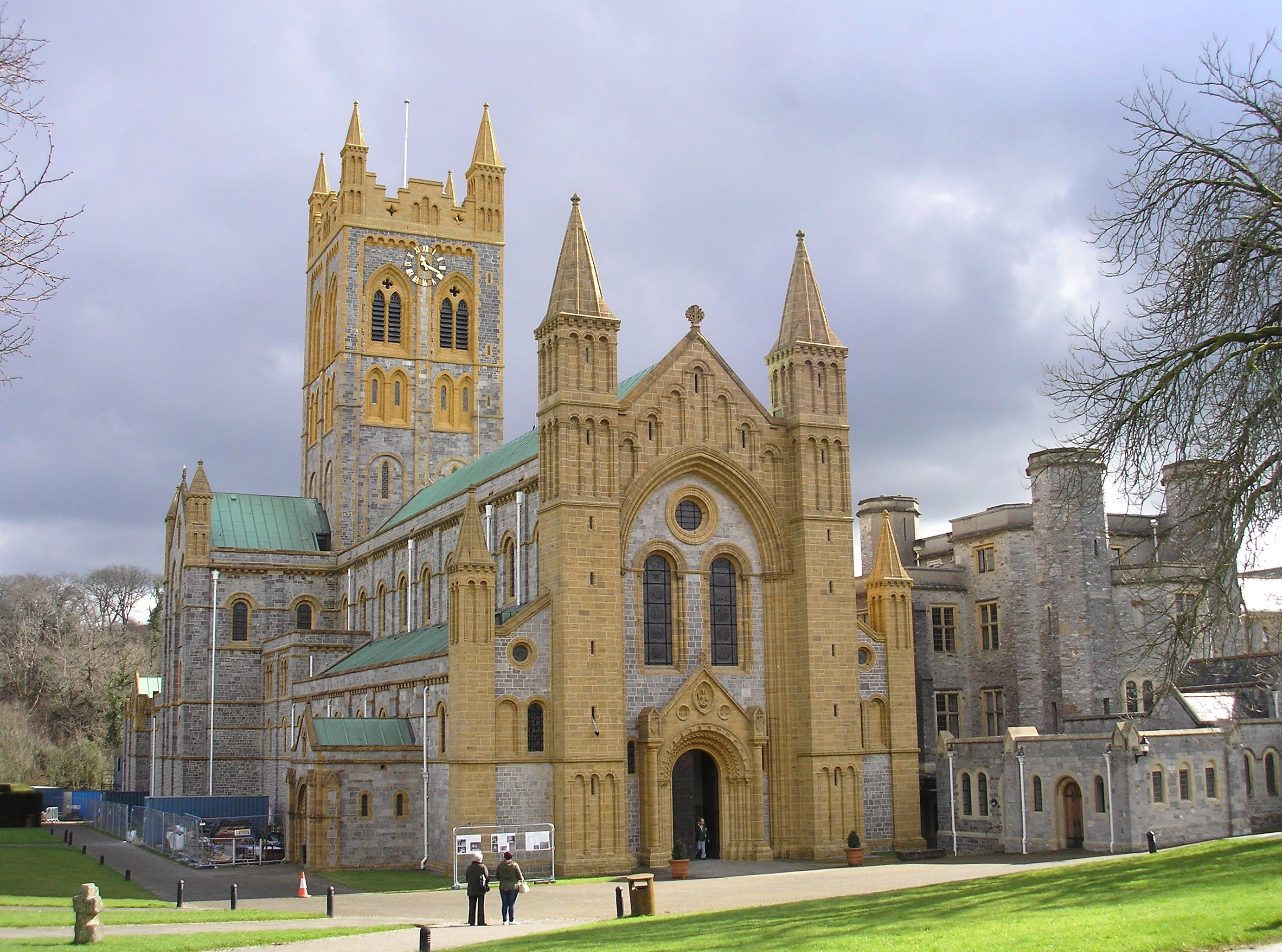
Abtei Buckfast, 2013

Unter Geoffroy, ein Nachfolger von Vitalis, etablierte und beschenkte Heinrich I von England, neunundzwanzig Klöster der Kongregation in seinem Herrschaftsgebiet. In den Anfängen des 12. Jahrhunderts wurde Buckfast Abbey in die Kongregation inkorporiert. Die Klöster von Basingwerk (Flintshire) und Neath (Glamorgan) in Wales wurden als Häuser der Kongregation gegründet. Ein weiteres Beispiel wäre Combermere Abbey. St. Mary’s Abbey, Dublin wurde bereits als Benediktinerkloster im Jahr 862 gegründet und in die Kongregation von Savigny im Jahr 1139 übertragen. Savigny wurde das Mutterhaus der Kongregation, welche in 30 Jahren 33 Filialgründungen hervorbrachte. 
Auch Bernard von Clairvaux schätzte sie sehr, und auf seinen Wunsch hin erklärten sich ihre Mönche in den unruhigen Zeiten des Gegenpapstes Anaklet II. für Papst Innozenz II.

## Zusammenschluss mit den Zisterziensern
Bereits 1147 erfuhr die Kongregation sowohl finanzielle als auch administrative Probleme. Abt Serlo, der dritte Nachfolger des Gründers, hatte Schwierigkeiten dabei, die Englischen Klöster unter seiner Jurisdiktion zu behalten, da diese eigenständig sein wollten. Er entschied, dass sie die Kongregation an Cîteaux anschließen sollte. Dies geschah während des Generalkapitels von 1147. Einige Englische Klöster weigerten sich anfänglich, allerdings wurden sie von Papst Eugene III (1148) dazu gezwungen sich zu unterwerfen. Jedes damit neu angeschlossenen Klöster und Konvente wurde untersucht und an die Vorgaben und Standards des Zisterzienserordens angepasst.

## Spätere Entwicklungen
Die Abtei von Savigny existierte bis zur Revolution, welche sie ruinierte und die Mitglieder des Konvents verstreute. Von allen ihren Filialgründungen ist die einzige, die noch existiert, La Grande Trappe, eine Filiale des Klosters Le Breuil-Benoît, welche eine direkte Gründung von Savigny war. La Trappe zählt als Mutterkloster der Trappisten.

## Heilige der Ordensgemeinschaft
- Vitalis von Savigny
- Godfrey von Amiens
- Aimo von Savigny